# 토드 바링
토드 바링(Todd Waring, 1955년 4월 28일 ~ )은 미국의 배우, 텔레비전 배우이다.

## 영화
- 하트랜드 (2016년)
- 테이크 (2007년)
- 클로즈 투 홈 (2005년)
- OP 센터 (1995년)
- 사랑과 살인 (1990년)
- 스플래쉬 2 (1988년)
- 더 영 앤 더 레스트리스 (1973년)